# Mitoura ninus
Mitoura ninus är en fjärilsart som beskrevs av Edwards 1871. Mitoura ninus ingår i släktet Mitoura och familjen juvelvingar. Inga underarter finns listade i Catalogue of Life.